# Царимир
Царимир (болг. Царимир) — село в Болгарии. Находится в Пловдивской области, входит в общину Сыединение. Население составляет 1 101 человек.

## Политическая ситуация
В местном кметстве Царимир, в состав которого входит Царимир, должность кмета (старосты) исполняет Атанаска Георгиева Бешликова по результатам выборов правления кметства.
Кмет (мэр) общины Сыединение — Атанас Балкански(ГЕРБ болг.(Граждани за европейско развитие на България)) по результатам выборов в правление общины.